# اس‌اس پرالتا
اس‌اس پرالتا (به انگلیسی: SS Peralta) یک کشتی است که طول آن ۴۲۰ فوت (۱۲۸٫۰۲ متر) می‌باشد. این کشتی در سال ۱۹۲۱ ساخته شد.